# أليساندرو أندري
أليساندرو أندري (بالإيطالية: Alessandro Andrei)‏ هو منافس ألعاب قوى إيطالي، ولد في 3 يناير 1959 في فلورنسا في إيطاليا.

## وصلات خارجية
- أليساندرو أندري على موقع الاتحاد الدولي لألعاب القوى (الإنجليزية)
- أليساندرو أندري على موقع الاتحاد الإيطالي لألعاب القوى (الإيطالية)
- أليساندرو أندري على موقع اللجنة الأولمبية الدولية (الإنجليزية)
- أليساندرو أندري على موقع أوليمبيديا (الإنجليزية)
- أليساندرو أندري على موقع اللجنة الأولمبية الإيطالية (الإيطالية)
- أليساندرو أندري على موقع CONI honoured athlete website (الإيطالية)